# Destil·lació en estat màgic
La destil·lació d'estat màgic és un mètode per crear estats quàntics més precisos a partir de múltiples estats sorollosos, la qual cosa és important per construir ordinadors quàntics tolerants a errors. També s'ha relacionat amb la contextualitat quàntica, un concepte pensat per contribuir al poder dels ordinadors quàntics.
La tècnica va ser proposada per primera vegada per Emanuel Knill l'any 2004, i posteriorment analitzada per Sergey Bravyi i Alexei Kitaev el mateix any.
Gràcies al teorema de Gottesman–Knill, se sap que algunes operacions quàntiques (operacions del grup de Clifford) es poden simular perfectament en temps polinomial en un ordinador clàssic. Per aconseguir un càlcul quàntic universal, un ordinador quàntic ha de ser capaç de realitzar operacions fora d'aquest conjunt. La destil·lació d'estats màgics ho aconsegueix, en principi, concentrant la utilitat dels recursos imperfectes, representats per estats mixtes, en estats propicis per realitzar operacions que són difícils de simular clàssicament.
S'han proposat una varietat de rutines de destil·lació d'estat màgic de qubits i rutines de destil·lació de qubits amb diversos avantatges.

## Formalisme estabilitzador
El grup Clifford està format per un conjunt de {\displaystyle n} -operacions de qubit generades per les portes {H, S, CNOT} (on H és Hadamard i S és {\displaystyle {\begin{bmatrix}1&0\\0&i\end{bmatrix}}} ) anomenades portes Clifford. El grup de Clifford genera estats estabilitzadors que es poden simular de manera eficient clàssicament, tal com mostra el teorema de Gottesman–Knill. Aquest conjunt de portes amb una operació que no sigui Clifford és universal per a la computació quàntica.

## Estats màgics
Els estats màgics es purifiquen {\displaystyle n} còpies d'un estat mixt {\displaystyle \rho }. Aquests estats es proporcionen normalment mitjançant una ancilla al circuit. Un estat màgic per al {\displaystyle \pi /6} l'operador de rotació és {\displaystyle |M\rangle =\cos(\beta /2)|0\rangle +e^{i{\frac {\pi }{4}}}\sin(\beta /2)|1\rangle } on {\displaystyle \beta =\arccos \left({\frac {1}{\sqrt {3}}}\right)}. Es pot generar una porta que no sigui de Clifford combinant (còpies de) estats màgics amb portes de Clifford. Com que un conjunt de portes de Clifford combinades amb una porta que no és de Clifford és universal per a la computació quàntica, els estats màgics combinats amb les portes de Clifford també són universals.

## Algorisme de purificació per destil·lar |M〉
El primer algorisme de destil·lació d'estat màgic, inventat per Sergey Bravyi i Alexei Kitaev, és el següent.
Entrada : Prepara 5 estats imperfectes.
Sortida : un estat gairebé pur amb una petita probabilitat d'error.
repetir
Aplicar l'operació de descodificació del codi de correcció d'errors de cinc qubits i mesurar la síndrome.
Si la síndrome mesurada és {\displaystyle |0000\rangle }, l'intent de destil·lació té èxit.
sinó Desfer-se de l'estat resultant i reiniciar l'algorisme.
fins que els estats hagin estat destil·lats a la puresa desitjada.